# St. Franziskus Xaverius (Wennigloh)

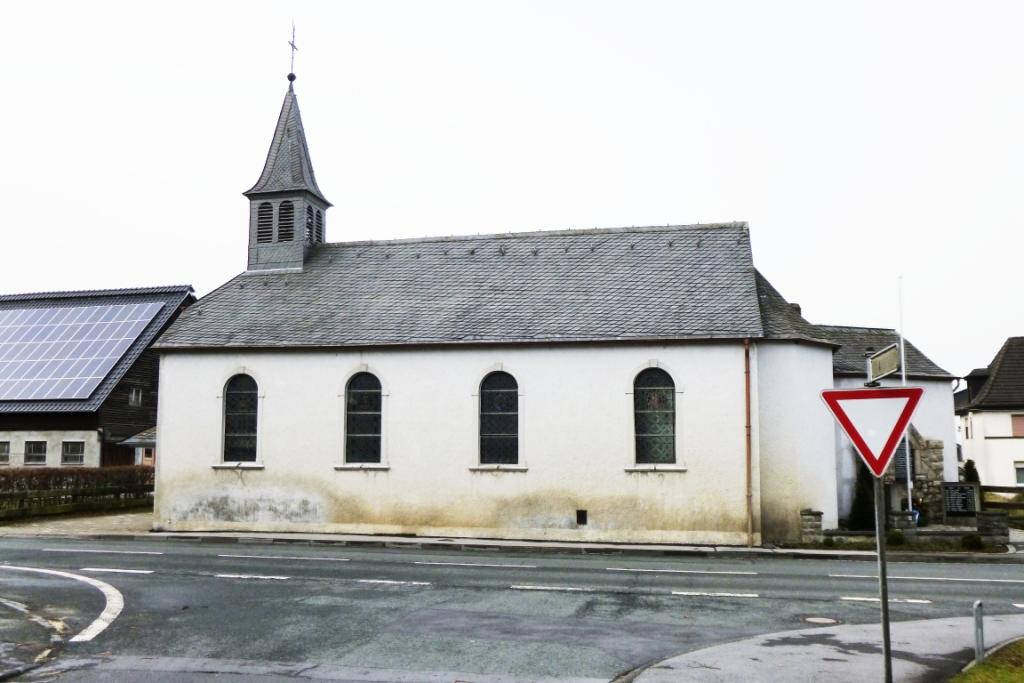
St. Franziskus Xaverius in Wennigloh

St. Franziskus Xaverius ist eine Kapelle in Wennigloh (Stadt Arnsberg) aus der Mitte des 19. Jahrhunderts. Sie ist dem heiligen Franz Xaver geweiht.

## Geschichte
Im Bergdorf Wennigloh hatte es bis zur Mitte des 19. Jahrhunderts keine regelmäßigen Gottesdienste und keine Kapelle gegeben. Im Jahr 1854 wurde, finanziert aus Spenden, auf einem vom Gutsbesitzer Schulte-Stiefermann zur Verfügung gestellten Grundstück eine Kapelle aus Bruchstein mit einem Schieferdach erbaut und geweiht. Die Kapelle verfügt über einen Dachreiter, in dem eine Glocke des Bochumer Vereins untergebracht war.
Es handelt sich um eine vierachsige klassizistische Saalkirche mit eingezogenem Chor mit einem Fünfachtelschluss. Die Fenster sind rundbogig. Dasselbe gilt auch für die später gebaute Sakristei. Die Orgelbühne und das Gestühl stammen im Wesentlichen aus der Bauzeit. Zur Ausstattung gehört ein neoromanischer Beichtstuhl sowie eine neogotische Madonna auf der Mondsichel mit Kind.
Erst seit 1897 hielt in Wennigloh der im benachbarten Müschede angesiedelte Geistliche regelmäßig Gottesdienste ab. Im Jahr 1907 wurde die Kapelle auf Grund einer wachsenden Bevölkerung um fünf Meter nach Westen verlängert. An der architektonischen Grundgestalt änderte sich nichts. Dabei wurde auch das Dach um sechzig Zentimeter angehoben und der Eingang von der Süd- auf die Westseite verlegt. Im Jahr 1923 wurde eine Sakristei angebaut. Eine zweite Glocke („Totenglocke“) kam 1937 hinzu. Im Jahr 1959 bekam der Eingang ein Vordach. Außerdem erhielt die Kapelle eine Orgel.
Erste Renovierungsarbeiten fanden 1968 statt. Im Zusammenhang mit dem Neubau einer Kirche 1990 und eines Kirchenzentrums verlor die Kapelle ihre gottesdienstliche Nutzung. Die örtliche Schützenbruderschaft übernahm 1983 den Bau und rettete ihn so vor dem vom Erzbistum Paderborn geplanten Abriss. In diesem Zusammenhang wurde das Gebäude auch unter Denkmalschutz gestellt. Es ist in die Denkmalliste der Stadt Arnsberg eingetragen. Der Zustand des Gebäudes hat sich in den letzten Jahrzehnten deutlich verschlechtert und die Schützenbruderschaft bemüht sich um die Finanzierung einer Sanierung.